# São Pedro da União
São Pedro da União là một đô thị thuộc bang Minas Gerais, Brasil. Đô thị này có diện tích 258,511 km², dân số năm 2007 là 5291 người, mật độ 23,3 người/km².